# Saint-Louet-sur-Vire
Saint-Louet-sur-Vire là một xã thuộc tỉnh Manche trong vùng Normandie tây bắc nước Pháp. Xã này nằm ở khu vực có độ cao trung bình 121 mét trên mực nước biển.